# Sergei Jurjewitsch Tetjuchin
Sergei Jurjewitsch Tetjuchin (russisch Сергей Юрьевич Тетюхин, englische Transkription: Sergey Yuryevich Tetyukhin; * 23. September 1975 in Fargʻona) ist ein russischer Volleyballspieler. Er nahm an sechs olympischen Turnieren teil und gewann dabei 2012 die Goldmedaille, erhielt viele Medaillen bei weiteren internationalen Wettbewerben mit der Nationalmannschaft, war viermal Champions-League-Sieger und gewann zahlreiche nationale Titel.

## Karriere
Tetjuchin begann seine Karriere bei Krylja Wostoka und spielte später bei Dynamo Taschkent, das von seinem Vater Juri trainiert wurde. 1992 wechselte er zum russischen Erstligisten VK Lokomotiv-Belogorje. Im folgenden Jahr debütierte er in der russischen Junioren-Nationalmannschaft, mit der er 1994 Europameister und 1995 Weltmeister wurde. Am 11. Mai 1996 hatte der Außenangreifer in Peking seinen ersten Einsatz für die A-Nationalmannschaft. Kurz darauf nahm er bereits an den Olympischen Spielen in Atlanta teil und erreichte mit den Russen den vierten Platz. In Belgorod gewann er von 1995 bis 1998 viermal in Folge den russischen Pokal sowie 1997 und 1998 die nationale Meisterschaft. Die russische Nationalmannschaft erreichte mit Tetjuchin 1998 das Endspiel der Weltliga und 1999 den Sieg im World Cup. Anschließend wechselte er zum italienischen Erstliga-Aufsteiger Maxicono Parma. Im Jahr 2000 erlebte er nach dem erneuten Finale in der Weltliga sein zweites Olympiaturnier; diesmal unterlag Russland erst im Endspiel gegen Jugoslawien. Im Oktober 2000 zog er sich bei einem Autounfall in Parma schwere Verletzungen zu und verpasste wegen der Operationen den größten Teil der folgenden Saison. Nach dem dritten Platz bei der Europameisterschaft 2001 kehrte er nach Belgorod zurück. 2002 gelang dem Verein die erste von vier aufeinander folgenden Meisterschaften. Tetjuchin feierte mit Russland den Sieg in der Weltliga und erreichte das Finale der Weltmeisterschaft in Argentinien gegen Brasilien. 2003 gelang Belgorod neben dem nationalen Double der Gewinn der Champions League und Russland wurde bei der EM in Deutschland wieder Dritter. 2004 nahm Tetjuchin nach der erfolgreichen Titelverteidigung in der Champions League bereits zum dritten Mal am olympischen Turnier teil und erhielt diesmal die Bronzemedaille. Im folgenden Jahr schaffte Belgorod wieder das Double. Der Außenangreifer spielte im Sommer vorübergehend Beachvolleyball, bevor er sich bei der EM 2005, in der Russland das Finale gegen Gastgeber Italien erreichte, in der Halle zurückmeldete. 2006 wechselte er zum Ligakonkurrenten VK Zenit-Kasan. In der ersten Saison beim neuen Verein schaffte er erneut das Double in Meisterschaft und Pokal. Bei der EM im eigenen Land verloren die Russen zum zweiten Mal in Folge das Endspiel. 2008 gewann Tetjuchin auch mit Kasan die Champions League. Sein viertes Olympiaturnier endete in Peking wieder mit der Bronzemedaille. Anschließend kehrte er für eine Saison nach Belgorod zurück und siegte im CEV-Pokal. Die nächsten beiden Jahre spielte er erneut für Kasan, das 2010 und 2011 Meister wurde und zudem 2011 im Endspiel der Champions League stand. Seit 2011 spielt Tetjuchin zum vierten Mal für Belgorod. 2012 gewann er mit Russland bei den Olympischen Spielen in London die Goldmedaille. Nach dem erneuten Gewinn des russischen Doubles 2013 gewann Tetjuchin mit Belgorod 2014 die Champions League und wurde Klubweltmeister.